# Le Joyeux Prophète russe
Pour plus de détails, voir Fiche technique et Distribution.
Le Joyeux Prophète russe est un film français réalisé par Georges Méliès, sorti en 1904 au début du cinéma muet.

## Annexe